# Instrukcja kontynuacji
Instrukcja kontynuacji – instrukcja w języku programowania powodująca przejście do kolejnej iteracji w określonej instrukcji pętli.

## Działanie
W programowaniu strukturalnym tworząc algorytm programista korzysta z dostępnych w języku programowania instrukcji strukturalnych i sterujących, w tym między innymi z instrukcji pętli. Wykonując kolejne przejścia iteracji, czasem zachodzi potrzeba przejścia do kolejnej iteracji, bez wykonywania części instrukcji zawartych w ciele pętli. Można tego dokonać za pomocą:
- instrukcji skoku
- instrukcji kontynuacji.

W związku z szeroką krytyką zawartą w literaturze przedmiotu stosowania instrukcji skoku, wprowadzono specjalne instrukcje pozwalające na przejście do kolejnej iteracji.
Działanie instrukcji kontynuacji ilustruje poniższy przykład i jego analogiczny odpowiednik z użyciem instrukcji skoku. Należy jednak pamiętać, że w konkretnych realizacjach języka programowania działanie kodów źródłowych z instrukcją kontynuacji lub skoku mogą się różnić. Poniższe przykłady napisane są w języku programowania C.
| instrukcja kontynuacji                               | instrukcja skoku                                                    |
| ---------------------------------------------------- | ------------------------------------------------------------------- |
| while (warunek) { ... if (warunek_2) continue; ... } | while (warunek) { ... if (warunek_2) goto lab_end; ... lab_end: ; } |

Niektórzy autorzy krytykują także instrukcję kontynuacji twierdząc, że stanowi jedynie składniowy substytut instrukcji skoku.

## Przykłady

### C,C++
```
 
continue
;
```

przedmiotowa instrukcja dotyczy instrukcji pętli
- while(warunek),
- do … while (warunek),
- for(…).

### Clipper
```
 
LOOP
```

dotyczy pętli FOR i DO WHILE,

### Icon
```
 
next
```

dotyczy pętli,

### Turbo Pascal, Borland Pascal,Object Pascal
```
 
continue
;
```

w standardowym języku Pascal nie istniała instrukcja kontynuacji. W implementacji Turbo/Borland Pascal wprowadzono standardową procedurę modułu System (dostępnego w każdym programie), umożliwiającą przejście do kolejnej iteracji zawartej w instrukcji pętli
- while warunek do instrukcja;
- repeat instrukcje until warunek;
- for … do instrukcja;